# Cratere Calphurnia
Calphurnia è un cratere d'impatto presente sulla superficie di Titania, il maggiore dei satelliti di Urano, a 42,4° di latitudine sud e 291,4° di longitudine est. Il suo diametro è di circa 100 km.
Il cratere è stato battezzato dall'Unione Astronomica Internazionale con riferimento ad un personaggio della tragedia shakespeariana Giulio Cesare, la moglie di Cesare Calpurnia.